# Greet Minnen
Greet Minnen (* 14. August 1997 in Turnhout) ist eine belgische Tennisspielerin.

## Karriere
Minnen, die mit fünf Jahren das Tennisspielen begann, bevorzugt den Rasenplatz. Bereits als Juniorin hatte sie gute Ergebnisse vorzuweisen. So erreichte sie unter anderem das Viertelfinale des Nachwuchswettbewerbs der US Open 2014 und gewann an der Seite ihrer Landsfrau Morgane Michiels im selben Jahr die Doppelkonkurrenz des Coffee Bowl. 2015 stand sie im Halbfinale des Juniorinneneinzels des Australian Open sowie zusammen mit Katharina Hobgarski im Endspiel des Doppelwettkampfs. Dort mussten sich die beiden jedoch Miriam Kolodziejová und Markéta Vondroušová geschlagen geben mussten. Schon 2013 gab sie ihr Debüt auf dem ITF Women’s Circuit, auf dem sie bislang 11 Titel im Einzel und drei im Doppel holen konnte.
2016 trat Minnen in Luxemburg erstmals in der Qualifikation zu einem Turnier der WTA Tour an, scheiterte jedoch schon in der ersten Runde. 2018 konnte sie dort an der Seite ihrer Landsfrau Alison Van Uytvanck den Doppelwettbewerb gewinnen, nachdem sie sich im Finale gegen Wera Lapko und Mandy Minella durchgesetzt hatten. Es dauerte bis zum Beginn der Saison 2019, dass sich Minnen in Hobart für das Hauptfeld eines WTA-Turniers qualifizieren konnte und dabei auf Anhieb das Viertelfinale erreichte. Bei den French Open im gleichen Jahr war Minnen daraufhin erstmals für die Teilnahme in der Qualifikation zu einem Grand Slam startberechtigt und schied erst in der Schlussrunde aus. Beim ITF-Turnier der $100.000-Kategorie in Dubai sowie dem WTA Challenger in Limoges kam sie zum Saisonende jeweils bis ins Halbfinale.
2020 überstand Minnen bei den Australian Open erstmals die Qualifikation zu einem Grand-Slam-Turnier und zog nach einem Sieg über Aljaksandra Sasnowitsch sogleich in die zweite Runde ein. Im Jahr darauf erreichte sie erneut mit Alison Van Uytvanck zusammen beim Turnier in Belgrad ihr zweites WTA-Endspiel im Doppel, das sie gegen Aleksandra Krunić und Nina Stojanović verloren. Nach dem Erreichen ihres ersten WTA-Einzelhalbfinals in Prag sowie des Finales des W100 in Landisville, in dem sie Nuria Párrizas Díaz unterlag, wurde Minnen erstmals unter den besten 100 der Tennisweltrangliste geführt. Bei den anschließenden US Open gelang ihr trotz Niederlage in der Qualifikation als Lucky Loserin der Sprung in die dritte Runde und damit ihr bislang bestes Grand-Slam-Resultat. Im Doppel konnte sie mit Van Uytvanck nach einem Endspielerfolg über Erin Routliffe und Kimberley Zimmermann zusammen zum zweiten Mal nach 2018 den Titel bei den BGL BNP Paribas Luxembourg Open gewinnen. Zudem triumphierte sie an der Seite von Tereza Mihalíková beim WTA Challenger in Angers, wo sie im Finale Monica Niculescu und Wera Swonarjewa schlugen. Ende 2021 erzielte Minnen mit Platz 69 ihre bis dahin höchste Weltranglistenposition.
2021 gab Minnen beim Billie Jean King Cup 2020/21 ihren Einstand für Belgien; ihre Billie-Jean-King-Cup-Bilanz weist bislang 3 Siege bei 2 Niederlagen aus.
In der deutschen Bundesliga spielte sie 2015 für den TC Moers 08.

## Turniersiege

### Einzel
| Nr. | Datum              | Turnier             | Kategorie      | Belag             | Finalgegnerin       | Ergebnis         |
| --- | ------------------ | ------------------- | -------------- | ----------------- | ------------------- | ---------------- |
| 1.  | 12. September 2015 | Petingen            | ITF $15.000    | Hartplatz (Halle) | Michaela Hončová    | 6:0, 3:6, 6:3    |
| 2.  | 18. Oktober 2015   | Antalya             | ITF $10.000    | Hartplatz         | Daiana Negreanu     | 6:3, 3:0 Aufgabe |
| 3.  | 3. Juli 2016       | Scharm asch-Schaich | ITF $10.000    | Hartplatz         | Ioana Pietroiu      | 7:62, 6:2        |
| 4.  | 10. März 2018      | Solarino            | ITF $15.000    | Teppich           | Quinn Gleason       | 2:6, 6:2, 6:4    |
| 5.  | 27. Mai 2018       | Antalya             | ITF $15.000    | Sand              | Julija Stamatowa    | 6:0, 6:1         |
| 6.  | 19. August 2018    | Oldenzaal           | ITF $15.000    | Sand              | Arianne Hartono     | 6:2, 6:2         |
| 7.  | 9. September 2018  | Santarém            | ITF $15.000    | Hartplatz         | Samantha Murray     | 7:5, 6:3         |
| 8.  | 10. März 2019      | Yokohama            | ITF W25        | Hartplatz         | Elena Gabriela Ruse | 6:4, 6:1         |
| 9.  | 20. Februar 2022   | Altenkirchen        | ITF W60        | Teppich (Halle)   | Darija Snihur       | 6:4, 6:3         |
| 10. | 29. Januar 2023    | Sunderland          | ITF W60        | Hartplatz (Halle) | Mona Barthel        | 6:2, 1:6, 6:0    |
| 11. | 12. Februar 2023   | Porto               | ITF W40        | Hartplatz (Halle) | Tara Würth          | 6:2, 6:2         |
| 12. | 8. Juni 2025       | Birmingham          | WTA Challenger | Rasen             | Linda Fruhvirtová   | 6:2, 6:1         |

### Doppel
| Nr. | Datum              | Turnier           | Kategorie         | Belag             | Partnerin           | Finalgegnerinnen                    | Ergebnis         |
| --- | ------------------ | ----------------- | ----------------- | ----------------- | ------------------- | ----------------------------------- | ---------------- |
| 1.  | 20. Oktober 2018   | Luxemburg         | WTA International | Hartplatz (Halle) | Alison Van Uytvanck | Wera Lapko Mandy Minella            | 7:63, 6:2        |
| 2.  | 18. September 2021 | Luxemburg         | WTA 250           | Hartplatz (Halle) | Alison Van Uytvanck | Erin Routliffe Kimberley Zimmermann | 6:3, 6:3         |
| 3.  | 12. Dezember 2021  | Angers            | WTA Challenger    | Hartplatz (Halle) | Tereza Mihalíková   | Monica Niculescu Wera Swonarjowa    | 4:6, 6:1, [10:8] |
| 4.  | 19. Februar 2023   | Altenkirchen      | ITF W60           | Teppich (Halle)   | Yanina Wickmayer    | Freya Christie Ali Collins          | 6:1, 6:3         |
| 5.  | 4. März 2023       | Trnava            | ITF W60           | Hartplatz (Halle) | Yanina Wickmayer    | Sapfo Sakellaridi Radka Zelníčková  | 6:4, 6:4         |
| 6.  | 1. April 2023      | Croissy-Beaubourg | ITF W60           | Hartplatz (Halle) | Yanina Wickmayer    | Jodie Burrage Berfu Cengiz          | 6:4, 6:4         |
| 7.  | 6. Mai 2023        | Saint-Malo        | WTA Challenger    | Sand              | Bibiane Schoofs     | Ulrikke Eikeri Eri Hozumi           | 7:67, 7:63       |

## Abschneiden bei Grand-Slam-Turnieren

### Einzel
| Turnier         | 2019 | 2020 | 2021 | 2022 | 2023 | 2024 | 2025 | Karriere |
| --------------- | ---- | ---- | ---- | ---- | ---- | ---- | ---- | -------- |
| Australian Open | —    | 2    | 1    | 1    | Q1   | 1    | 1    | 2        |
| French Open     | Q3   | 1    | 1    | 1    | Q3   | 1    | 1    | 1        |
| Wimbledon       | Q3   |      | 1    | 2    | 1    | 2    |      | 2        |
| US Open         | Q1   | 1    | 3    | 1    | 3    | 2    |      | 3        |

Zeichenerklärung: S = Turniersieg; F, HF, VF, AF = Einzug ins Finale / Halbfinale / Viertelfinale / Achtelfinale; 1, 2, 3 = Ausscheiden in der 1. / 2. / 3. Hauptrunde; Q1, Q2, Q3 = Ausscheiden in der 1. / 2. / 3. Qualifikationsrunde; nicht ausgetragen

### Doppel
| Turnier         | 2019 | 2020 | 2021 | 2022 | 2023 | 2024 | 2025 | Karriere |
| --------------- | ---- | ---- | ---- | ---- | ---- | ---- | ---- | -------- |
| Australian Open | —    | 1    | —    | 2    | 2    | 1    | —    | 2        |
| French Open     | —    | 2    | 1    | VF   | VF   | 1    | 1    | VF       |
| Wimbledon       | 2    |      | 2    | 1    | AF   | 1    |      | AF       |
| US Open         | —    | —    | AF   | 2    | 2    | —    |      | AF       |

## Privates
Ihre Lebensgefährtin ist Alison Van Uytvanck. Im Juli 2019 trafen sie erstmals in einem Turnier in Karlsruhe aufeinander. Van Uytvanck konnte das Erstrundenmatch mit 6:4, 1:6 und 6:1 für sich entscheiden.